# Sofa (roman)
Sofa en debutroman af den danske forfatter Jens Peter Kaj Jensen, der blev udgivet i 2007.
Bogen handler om Niels Peter Klausen, der sammen med vennerne skal bære en sofa hjem til Hytten, hvor de i 2004 skal se EM i fodbold fra netop denne sofa. Fra netop dette vindermøbel, som var med til at sikre Danmark EM-titlen i 1992.

## Eksterne links
- Anmeldelse af Sofa i Weekendavisen
- Anmeldelse af Sofa i Fyns Amtsavis
- Omtale af Sofa i Kulturmagasinet Skopet Arkiveret 29. september 2007 hos  Wayback Machine